# 邦雷波
邦雷波（法語：Bonrepos）是法国上比利牛斯省的一个市镇，属于塔布区（Tarbes）加朗县（Galan）。该市镇总面积8.8平方公里，2009年时的人口为186人。

## 人口
邦雷波人口变化图示